# Princess Frontier
『Princess Frontier』（プリンセス フロンティア）は、AXL（アクセル）から2008年3月28日に発売された18禁恋愛アドベンチャーゲームである。

## 概要
AXLの第4作。前作とは違い、ファンタジー世界を特色とした世界観になっているのが特徴。
2011年4月7日にアルケミストより新規ヒロインの追加などシナリオが大幅加筆されたPlayStation Portable版の『Princess Frontier Portable』が発売された。
原画は前回に引き続き瀬之本久史が担当。シナリオは北側寒囲が担当している。また、PSP版のグランドエンドルートも北側寒囲および長谷川藍が担当している。

## あらすじ
正規な過程を経て任官した王国騎士のリュウ・ドナルベイン。彼は青銅騎士団の騎士叙任式典に参加していた。そんな叙任式の最中、国王の気まぐれからこの国の第四王女アルエミーナ・リューシー・テクスフォルト・ゼフィランス（通称はアルエ）が代行して叙任の役目を携わることになった。リュウは叙任式典のパーティーの最中に王女と知らずに声をかけてしまい気まずい状況だった。そして、叙任の際に緊張したリュウは王侯貴族の集う席上で階段に躓いてしまい、その拍子でその場に居合わせたアルエの胸を鷲掴みにしてしまうという大失態を演じてしまう。
その後リュウは、国王とアルエの温情で不敬罪による死刑は辛うじて免れたものの遠方に左遷。辿りついた先は辺境の地ポルカ村であり、リュウはこの村の国境警備隊の新任隊長となった。だが、派遣された隊長のほとんどは色々と問題を起こした人物であり、リュウもまた不敬罪の事実がばれてしまい村八分にされてしまう。だが、リュウは様々な活躍から村人との信頼を経て、いつしかこの村になくてはならない存在へとなっていった。
そんな辺境の地に慣れてきたある日のこと、リュウの元にとんでもない客人が現れた。それは、リュウが不敬罪の原因となった王女アルエであった。アルエはとある伝承を元にこの地に辿りついたという。そしてその伝承とは性別を転換させる幻の花のことであり、アルエはその花を用いて男に戻るのだと公言した。こうしてリュウたちはアルエを交えながら、伝承の幻の花を探すことになる。

## 登場人物
※声優名は PC版 / PSP版 の順。

### メインキャラクター
リュウ・ドナルベイン
声：なし / なし
本編の主人公。新たに任官したテクスフォルト王国の王国騎士の一人。青銅騎士団の騎士叙任式典会場でのパーティーの夜に、事故でアルエの胸を鷲掴みにしてしまうという大失態を演じてしまう。その罪で死刑は免れたものの、辺境の地ポルカ村の国境警備隊の隊長と言う肩書きで左遷されてしまう。初めは村の人から信用されていなかったが、村の中での様々な活躍により、ポルカ村でいなくてはならない存在となっていく。
真面目で困った人がいたら見逃せない人のいい人物。だが、女性の気持ちに気づくのに非常に疎く、他人に言われるまでその女性に対する恋心に気づかないほど鈍感である。奨学金で王国騎士の学び舎に入った関係上、出世コースが外れ左遷された後も両親に迷惑がかかると言う理由から騎士をやめずにいる。ポルカ村では滅多に不審入国者がいないため、ロコナの提案から大抵は野良作業や家の修繕などポルカ村の村人の手伝いが主な仕事になる。特技は投擲であり、かなりの腕前を持っている。先代の隊長からモットと言う老馬が支給されており、村などに行く時に乗っている。
父親はかつて王都青銅騎士団の副隊長を務めていた人物であるダスティン・ドナルベイン。彼が騎士を憧れたのも父親の影響であり、父親からよく鍛錬を受けていた。だが、剣の鍛錬での不慮の事故により父親の騎士生命を絶ってしまい、その時目にした鮮血がトラウマとなり、真剣で戦ったり血を見ることを非常に恐れるようになった。だが、木剣の鍛錬は欠かしておらず、まともに戦えば近衛騎士であるアロンゾとも互角に戦うほどの腕前を持つ。
アルエミーナ・リューシー・テクスフォルト・ゼフィランス
声：七原ことみ / 鈴本かおり
テクスフォルト王国の第4王女。通称はアルエ。現国王と騎士の家から嫁いだ側室との間の子。過去に自分に呪いかけられ女の姿になったのだと公言をし、男の体に戻るために性別を反転させる薬の材料となる「青い陽の形の花」を求め、ポルカ村に滞在する事になる。以後、国境警備隊の兵舎で生活しながら、森の中にあるとされる「青い陽の形の花」を探している。
正義感が強く曲がった事が大嫌いだが、わがままでかなりの負けず嫌い。王女として振舞う時はドレスを着用し一人称も「私」だが、ポルカ村では常に男装をし自分のことも「ボク」と呼ぶ。そのため、女性扱いやお姫様扱いをされる事を嫌っている。最初、リュウたちの前に現れた時も鎧姿で、偽名でアルスと名乗っていた。王室の中でずっと育てられてきたため世間知らずであり、ポルカ村での生活は初めてのことばかり。だが、負けず嫌いの性格からわざと知ったかぶりをして強がっている。料理を作ろうとすると必ず炭化し、洗濯をしようとすると衣類を台無しにしたりと家事は壊滅的。だが、飲み込みよさが非常に高く、数度練習すれば、家事や剣技でもすぐに上達してしまう才能を持っている。文字の読み書きはできるが、計算だけは苦手としている。
自分は男である事を公言しているため、男性に自分の裸を見られても取り立てて騒ぐこともしない。また、リュウが彼女の胸を鷲掴みにした事が左遷の原因となるが、男が男の胸を掴んで恥ずかしがる必要はないと全然気にしていない様子。なお、リュウが左遷程度で留まったのも、彼女に嘆願よるものだとわかる。
前述の通り、彼女の母親は貴族ではない上に側室であり、他の王族の姉たちから疎まれている。病気で亡くした彼女の母親もそんな中傷をずっと受け続けていたが、一度も泣き言を言わずに耐え続ける姿を見てきたため、母親を助けたいと思っていた。ポルカ村での生活は最初は男に戻るために生活するための拠点程度にしか思っていなかったが、後に大切な場所に思うようになり、彼女自身も成長していくことになる。
ロコナ
声：松田理沙 / 力丸乃りこ
国境警備隊に所属する唯一の隊員。軽装斥候兵。ポルカ村の長老であるヨーヨードの孫娘。前隊長であるマクシミリアンに雇われて二年目の駆け出しである。だが、その姿は村娘そのものであり、リュウも初め見たときはただの村娘にしか見られなかった。着任したばかりのリュウの事を尊敬し、リュウがポルカ村に馴染めるように様々な手助けする。
真正直で人を思いやり誰にでも優しい人物。その反面、素直で他人を疑うことを知らない性格のため、とっさに付いた嘘でも馬鹿正直に信じてしまい、逆に嘘をついた相手に罪悪感を抱かせてしまう事もしばしば。国境警備隊ではリュウのアシストをやる一方で、兵舎では家事全般を全て行っている。特に料理に関してはこの村独特のレパートリーを持ち、アルエの舌をも唸らせている。非力ではあるが手先が器用で、リュウからは短刀などを用いた小回りの利く戦い方があっているとアドバイスをもらっている。視力や聴力がよく、誰にも気づかれない距離にいても彼女一人が気づく事が多い。色々な事ができる一方で、文字を読んだり計算ができないという欠点がある。また、毎朝角笛を吹いて朝を伝えるのも彼女の日課になっているが、腕前が悪く不快な音になっている。
元々は孤児であり、赤ん坊だった彼女が森の中で捨てられているところをヨーヨードに引き取られた過去を持つ。誕生日や両親に関する情報は一切なかったが、その際に包まっていた毛布に「ロコナ」と言う本名のみが彼女の本当の素性になる。だが、彼女は自分の出生についてはあまり気にしていない。
レキ・ロックハート
声：青山ゆかり / 友永朱音
テクスフォルト王国の国教たるリドリー教の神官。神殿からポルカ村に派遣されて滞在している。リュウの三歳年下。神官以外にも医者の真似事もやっているため、村人からも厚い信頼を寄せられている。国境警備隊ではないが、彼女もまた兵舎によく顔を出しロコナの食事をご馳走になっている。好物はロコナが作るグラタン。
責任感があり生真面目な人物で古風な武人言葉が特徴。厳しい口調ではあるものの思いやりがあり、着任したばかりのリュウに様々なアドバイスを送っていた。医者としてはたとえどんな理由であろうと、患者であれば必ず助けている。また、薬学やモンスターの対処法を心得ており、森の中で一人で薬草をとりに行く事もある。医師として様々な処置を身につけているが、産婆だけは経験したことがない。将来は大臣や宰相などになる存在が多く卒業する王国最高峰の学術院である『祖龍の巣』の首席卒業者。
東方のカフカスという製紙の町出身。両親を早くに亡くしてしまい奨学金で『祖龍の巣』入学した。唯一の肉親は妹のリンだけだったが、彼女が作った新種の薬草を調合した薬湯を飲んでしまい、意識が戻らなくなってしまう。現在も妹は王都の診療所で眠り続けており、妹のために神官となり、ポルカ村に生えると言われている万病に効く薬草を探すために、神殿に無理を言ってポルカ村に派遣してもらった過去を持つ。
ミント・テトラ
声：芹園みや / 西沢広香
王都で商売をしている「テトラ商会」の唯一の経営者。アルエが辺境のポルカ村に来ていると情報を聞き、王族とのコネを持つためにポルカ村にやってきた。先行投資で王都の品々を大量に買い込んだが目測を誤り、高額利子を返すためにアルエに借金することになる。その後、野宿をして生活をしていたが、リュウやレキの計らいにより国境警備隊の準隊員として雇われ、兵舎に住む事になる。
気さくで誰とでも仲良くなることができ奔放な性格。商人という事もあり、話術などを得意とし、金になることなら何でも手を広げようとする守銭奴っ子である。だが、商才は未熟であり、目測を見誤ることも多い。特に追い詰まると目測を見誤ってしまい、過去に自分が最大限できた最高速の仕事量を基準にしてしまい自爆してしまう。非常に義理堅く、一度仲良くなった人間に対しては全てを投げ捨ててでも助けようとする義理堅さを持っている。国境警備隊では商人としての仕事に支障が出ない程度を理由に準隊員となり、経理などの事務的仕事を手伝いを行っている。独自の情報を持ち、そのコネから様々な商品や情報を仕入れている。弱小商会ではあるものの、王都では大きな豪邸を持っている。周りと比べてスタイルが貧相である事を気にしている。
もう故人であるが、父親であるセージ・テトラも商人であり、彼女の目標でもある。父親から引き継いだテトラ商会を大きくする事が彼女の夢である。
モニカ・アリアーノ・トランザニア・ヴァルハム
声： - / 斎藤千和
PSP版より登場。テクスフォルト王国の隣国、トランザニア王国の第12王女。王女の中では末の娘に当たる。アルエとは幼なじみの間柄。諸国を漫遊していたが、偶然国境近くにあったポルカ村に立ち寄った際にアルエと再会して以降、ポルカ村に立ち寄ることが多くなる。ポルカ村にいるときは長老であるヨーヨードの家に滞在している。
根はとても優しいが、素直に相手に感情を伝える事ができずに強気で高飛車のように振舞ってしまう。過去に男装していたアルスに初恋を抱いてしまう。告白直後にアルエが女性である事に気づき玉砕。以後は互いに張り合うようになる。しかし、張り合うと言っても子供のような喧嘩が多く、アルエのことを大切な友達だと思っている。裁縫や刺繍などを得意とし、意外にも手先が器用。ウサギのヌイグルミを大事にしており、名前も付けている。彼女もミントと同様にスタイルが貧相である事を気にしており、特に自分は男だと言い張るアルエの方がスタイルが良いことを妬んでいる。ポルカ村で最初に出会ったリュウのことを気に入っており、色々とアプローチをしている。
幼い頃から親族からは公務が忙しくあまり遊んでもらえず、さらには政略結婚した姉たちからは、政略結婚しか国に役立てないと教え込まれており、心を許せるのは近衛騎士のウィルマだけだったと語っている。ポルカ村に来てからは、彼女もアルエと同様に精神的に成長をしていくことになる。

### ポルカ村
ホメロ
声：事務台車 / 岡哲也
昔からポルカ村にいる国境警備隊の専任魔術師の老人。形式上は現地雇いであるが、かつては王国騎士だったらしい。魔術師であるが、天気を占い、米粒ほどの小さな明かりをともす程度の能力しか持っていない。だが、魔術の知識だけは人一倍ある。リュウが来る前からロコナと二人で兵舎に滞在していた。
根っからのスケベで、女性の下着を盗もうとしたり、女性の体を触ろうとすることはもちろんの事、村に100以上ののぞきスポットを持っている。また、嘘の持病を理由に仕事をサボったりもしている。要領もよく、リュウとも年齢などを気にせずに話せる相手である。だが時折、年の功を効かせてリュウに対して真面目にアドバイスを送ったりもしている。ポルカ村の長老であるユーヨードから激しく嫌われており、憎まれ口を叩く仲である。
ジン・トロット・ステイン
声：空乃太陽 / 岸尾だいすけ
ポルカ村一帯を治めている領主であるステイン伯爵家の三男。モノクル眼鏡をかけた優男。過去に徴収した税金を使いこんだことを原因で実家から勘当されており、建前で療養中と言う事を理由に元乳母の経営している宿屋に居候中。リュウが不敬罪を起こした場面に居合わせており、リュウを不敬罪を犯した英雄として一目置いている。
物怖じせずに飄々として憎めない人物であり、リュウやホメロとは軽口を叩く間柄。貴族ではあるものの周りからは誰一人として敬語を使われておらず、本人もまた気にしていない。国境警備隊ではないが、兵舎に遊びに来たり、国境警備隊の仕事を手伝ったりする。半獣人少女や古文書や妖しげな伝説にどっぷりつかったオタクであり、税金を使い込みもこれらのコレクションを集めるためである。その伝手で貴族の友人も数多く存在する。三男坊は家を継ぐことができないため数々の雑用を押し付けられてきたらしく、計算が得意だったりと意外な面で役に立つこともある。
貴族としての常識はあり貴族らしい振る舞いもできるが、それが嫌で貴族をやめた。現在は貴族らしい行いは一切やっていないが、リュウたちが本当に必要な時のみ、貴族の特権を発揮させる事もある。
ヨーヨード
声：茶谷やすら / 永田佳代
ポルカ村の長老の老婆。ロコナの唯一の家族であり育ての親。元魔術師であり、ホメロとは憎まれ口を叩く仲。主に予言や占いなどを得意として、普段は的中率は当たったり当たらなかったりする程度だが、星の降る夜のみ、対象者が望む事を100%叶えるほどの的中率を持ち、そのことから隣村から占いに来ることもある。リュウの事を初めは信用していなかったが、後に信頼を置くようになる。アロンゾに一目ぼれをしており言い寄っている。PSP版ではモニカとウィルマの滞在先が彼女の家になる。
ユーマ
声：- / 華木ミヤ
ポルカ村の住人。ポルカ村で一番の刺繍の名人。ヨーヨードと同様に初めはリュウに対して犯罪者として軽蔑のまなざしがあったが、後に信頼を置くようになる。
マクシミリアン
前任で国境警備隊の隊長を務めていた人物。リュウが来る前に高齢により引退しており、本編には未登場。彼もまた例に漏れず問題の人物であり、美少年好きだった事が災いしポルカ村に飛ばされたらしい。

### テクスフォルト王国
アロンゾ・トリスタン
声：ヘルシー太郎 / 伊藤健太郎
近衛騎士団の団員にしてアルエの護衛騎士。リュウとは3年年上のセンパイであり、王国でも三本の指に入る最強の騎士の一人に数えられ、「青の騎士」という通り名を持つ。エリート中のエリートで出世頭であるが、アルエがポルカ村に行くと言い出した際に国王の命令で僻地へアルエのお供としてやって来る。アルエのことを昔から知っており、アルエのためにその忠誠を誓っている。アルエのことを「殿下」と呼ぶ。
真面目で固く古臭い人物。アルエの世話役として身の回りの世話をする一方で、アルエが危険に曝される事をけしてさせない。アルエにとって一番信頼できる相手である一方で、その融通の利かなさから邪魔者扱いする事も多々ある。ポルカ村では老婆たちに好かれており、特にヨーヨードからは「アロちゃん」と呼ばれ言い寄られている。
過去に剣技大会で木剣で戦ったリュウに敗北したことを根に持っており敵視している。だが、リュウの実力は認めており、真剣でどれだけの実力があるかを持っているのか興味を持っており再戦を望んでいる。
テクスフォルト国王
声：- / 木澤智之
テクスフォルト王国の現国王であり、アルエの父親。気さくな人物であるが非常に親馬鹿であり、第4王女であるアルエのことを非常に可愛がっている。その一方で身分の下の人物に対しては非常に厳しく、リュウがアルエの胸を鷲掴みした際も形式的には彼の温情という事になっているが、死刑にしたいと考えていた。また、自国の発展のみを望んだ結果、トランザニア公国との友好関係に微妙な溝を作り出してしまった張本人でもある。

### トランザニア公国
ウィルマ・ヘミング
声： - / 能登麻美子
PSP版から登場。トランザニア公国の近衛騎士にして、モニカの護衛騎士。モニカとは騎士になる前から遊び相手としての付き合いがあり、モニカが唯一気を許している人物。彼女もまたモニカに対して忠誠を誓っている。モニカと共に諸国を漫遊している。男性ほどの筋力はないが剣技の腕も高く、アロンゾとも互角に渡り合えるほどの腕前を持つ。だが、不意打ちなどには少々弱い。
生真面目で礼節を重んじる人物。モニカに対して不敬を働いた相手には誰であろうと剣を抜く。また、冗談なども一切通じず、ジンやホメロの冗談でも怒りをあらわにする事がある。騎士である以上女性扱いされる事は拒んでいるが、体重の事を気にしていたり、ホメロにお礼として彼女の下着を要求された時に怒ったりと、内心では女性としての自分は無くしていないようである。モニカが色々アプローチをかけるリュウに対して不敬を働いたと勘違いし剣を抜くことも多いが、後にリュウならモニカを任せられると思うようになる。
トランザニア国王
声： - / 柴田秀勝
PSP版から登場。テクスフォルト王国の隣国、トランザニア公国の国王でありモニカの父親。国民を思う良き国王。テクスフォルト王国とは友好関係にはあるが、お互いの国の発展のために協力を呼びかけたが断られ、さらにはトランザニア公国の職人や商人を勝手に移住させたことで、戦争をしない程度の友好関係となっている。公務にかまけてモニカのことを何一つかまってやれなかったことを気にしており、モニカが嫁ぐまではお忍びの旅を黙認している。厳格な人物ではあるが結構茶目っ気があり、モニカに優しい父親でもある。
オジー
トランザニア公国からの密入国者。ガタイのいい男で、口元にほくろがあるのが特徴。毛皮商のハンス商会の商人であり、行商人からの手がかりからある人物を探すためにテクスフォルト王国の敷地にやって来る。

### その他
ミリィ・トロッティア・ステイン
ステイン家の令嬢。成金趣味であり、ポルカ村の住人を庶民として見下したりなど性格が非常に悪くプライドも高い。ポルカ村に来たのも、辺境の村に来た変わり者の王女を見るために妹と共に来ている。ジンは彼女たちを実家の人間である以上語らなかったが、実際はジンの妹にあたる。
リュウネ
声：なし / 伊藤静
一部のルートに登場する女性。普通の女性よりもスタイルがよく胸も大きいため、ミントから妬まれている。また、その美貌からアロンゾもその姿に見惚れてしまったほどである。

## スタッフ
- イラストレータ・原画：瀬之本久史
- シナリオ：北側寒囲
- サウンド：PELVISMUSIC inc

## 主題歌
PC版主題歌「オモウチカラ」
作詞：天ヶ咲麗 / 作・編曲：iyuna / 歌：Rita
PSP版主題歌「Dive To Future」
作詞・歌：奥井雅美 / 作曲：Monta / 編曲：MACARONI☆
アルエエンディング曲「約束の場所」
作詞：天ヶ咲麗 / 作・編曲：iyuna / 歌：真理絵
ロコナエンディング曲「my sweet home」
作詞：天ヶ咲麗 / 作・編曲：iyuna / 歌：茶太
レキエンディング曲「starting over」
作詞：天ヶ咲麗 / 作・編曲：iyuna / 歌：iyuna
ミントエンディング曲「羽ばたく翼」
作詞：天ヶ咲麗 / 作・編曲：iyuna / 歌：茉白
モニカエンディング曲「ふたりのプリズム」
作詞・作・編曲：iyuna / 歌：霜月はるか
アルエグランドエンディング曲「Draw a tommorow」
作詞・作・編曲：橋咲透 / 歌：片霧烈火
主題歌の「オモウチカラ」は予約特典のスペシャルディスクにオープニングで使われているショートバージョンの他にロングバージョンやそれぞれのインストが収録された。各エンディング曲はそれぞれメッセサンオー、ソフマップ、グッドウィル、ラオックスの購入特典CDに収録されている。

## インターネットラジオ
『PFラジオ 力丸乃りこ 友永朱音 ポルカ村 放送局』のタイトルで、2011年3月9日から同年5月5日まで配信された。

## 関連商品
ビジュアルガイドブック
- Princess Frontier ビジュアル・ガイドブック
  - 出版社：JIVE
  - 発売日：2008年7月22日
  - ISBN 4-86176-547-1

サウンドトラックCD
- Princess Frontier オリジナルサウンドトラック『Polka』
  - 発売日：2011年9月22日（コミックマーケット80にて先行販売）
  - JANコード 4560100337360